# Dipteridaceae
Dipteridaceae je čeleď kapradin z řádu gleicheniotvaré. Jsou to středně velké kapradiny nápadného vzhledu, rostoucí v tropické Asii a v Austrálii.

## Charakteristika
Dipteridaceae jsou pozemní kapradiny s dlouhým podzemním plazivým oddenkem pokrytým tmavě červenými štětinovitými chlupy. Listy jsou řapíkaté, s čepelí rozdělenou na dvě poloviny. Listy Dipteris jsou až 70 cm široké, až k bázi dělené, s oběma polovinami hluboce laločnatými. Druh Dipteris lobbiana má laloky listů velmi úzké. Cheiropleuria bicuspis má poloviny listu nedělené. Žilnatina je dichotomicky větvená do několika řádů. Sporangia jsou v kupkách bez ostěry, umístěných jednotlivě na spodní straně listů.

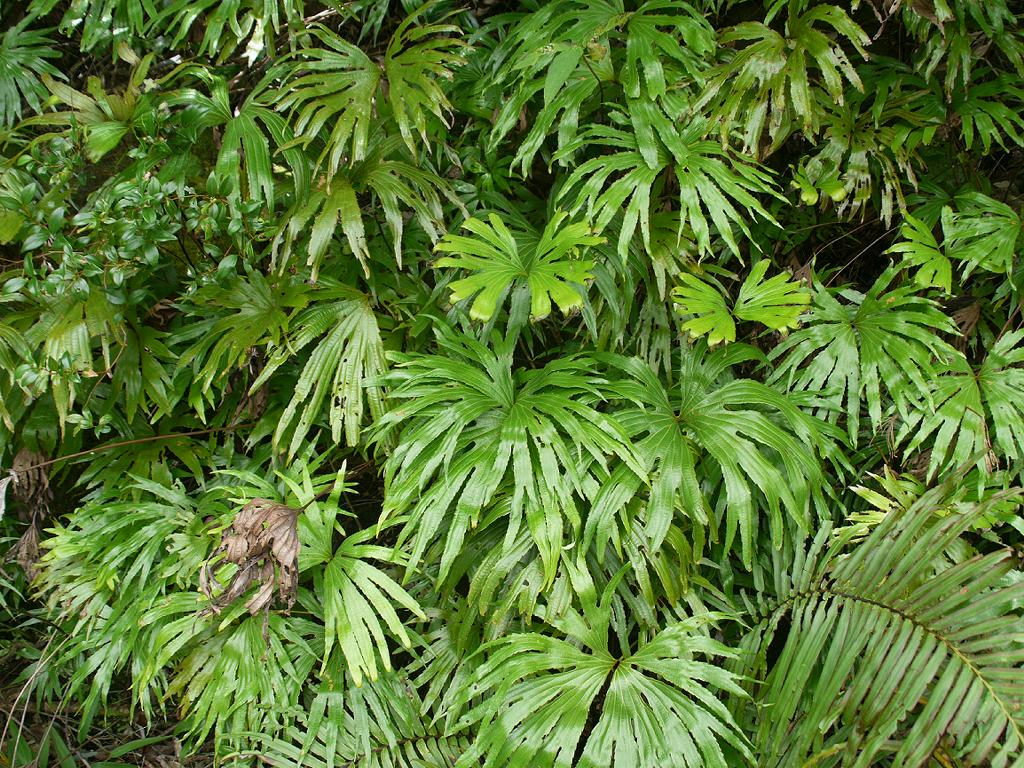
Porost Dipteris conjugata
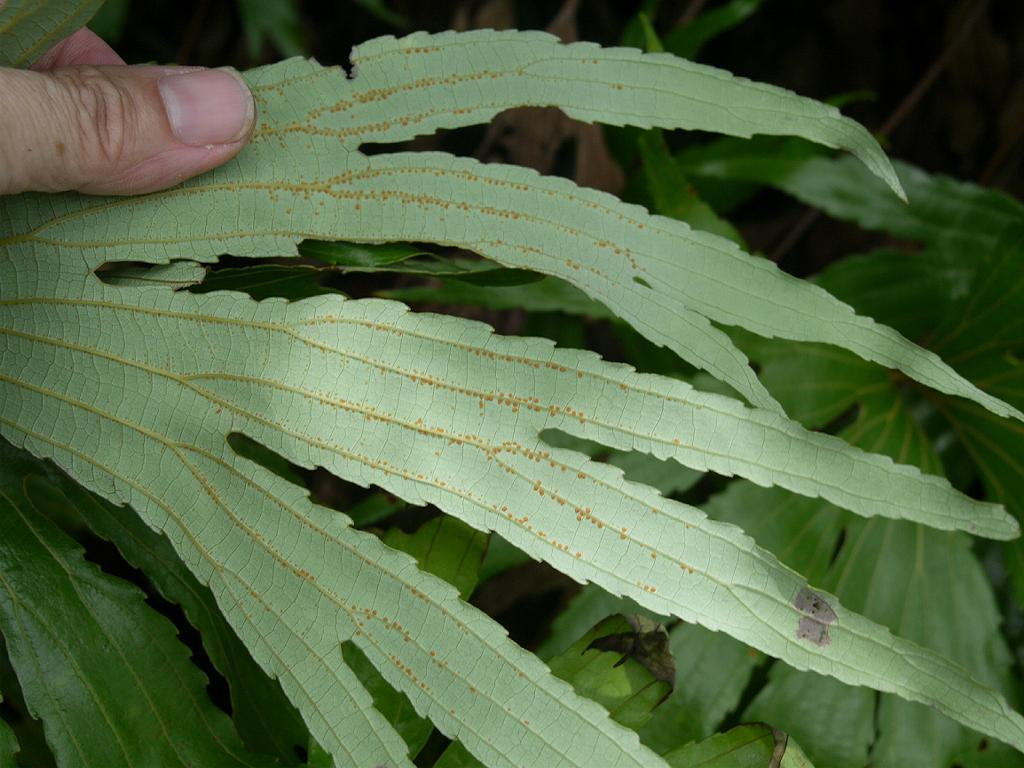
Detail listu Dipteris conjugata s výtrusnými kupkami
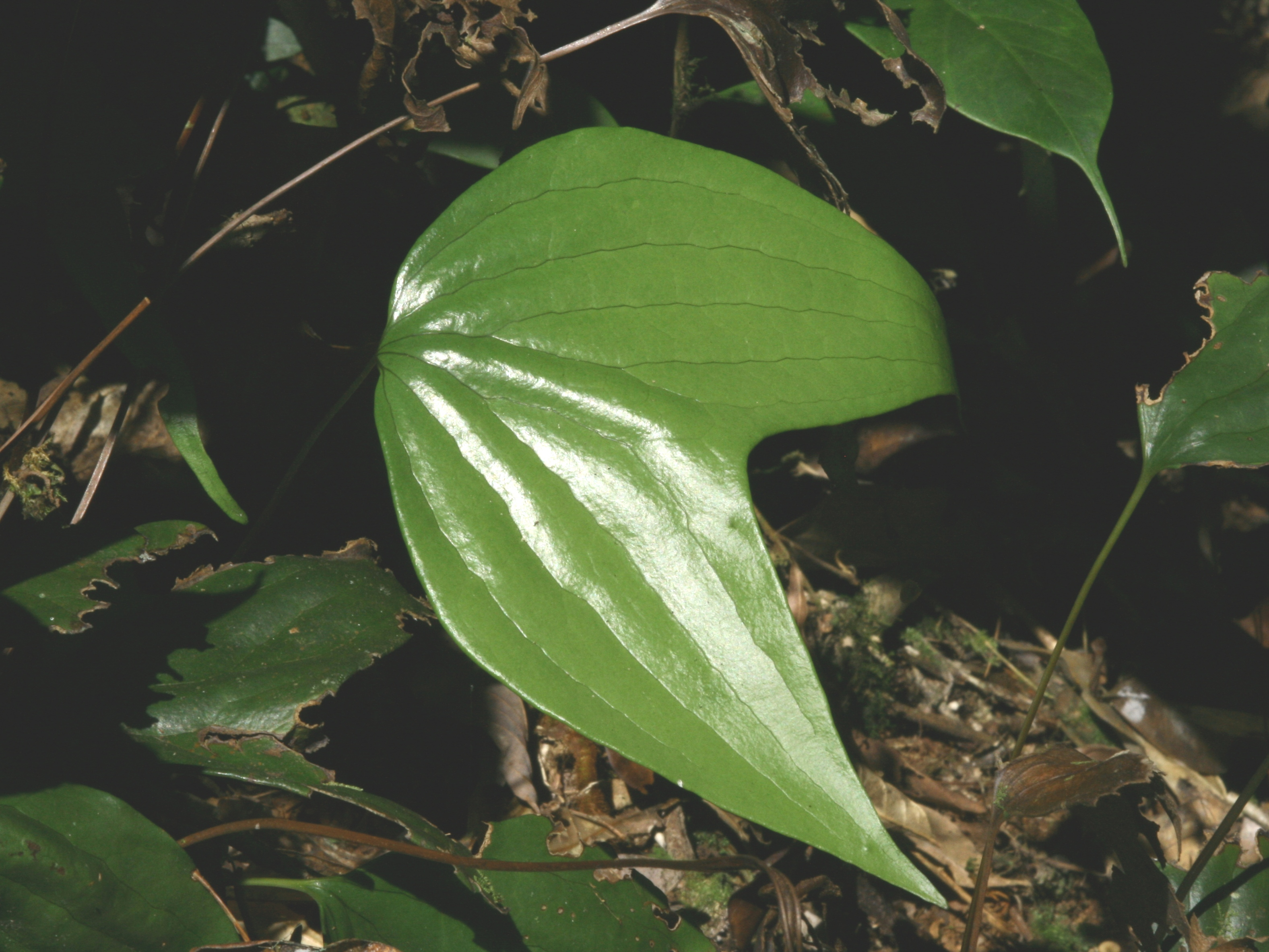
Cheiropleuria bicuspis

## Rozšíření
Čeleď Dipteridaceae zahrnuje 6 žijících druhů ve 2 rodech. Rod Dipteris zahrnuje 5 druhů a je rozšířen od jižní Číny přes jihovýchodní Asii po Austrálii. Rod Cheiropleuria zahrnuje jediný druh, Cheiropleuria bicuspis, rozšířený od jižní Číny po Novou Guineu.

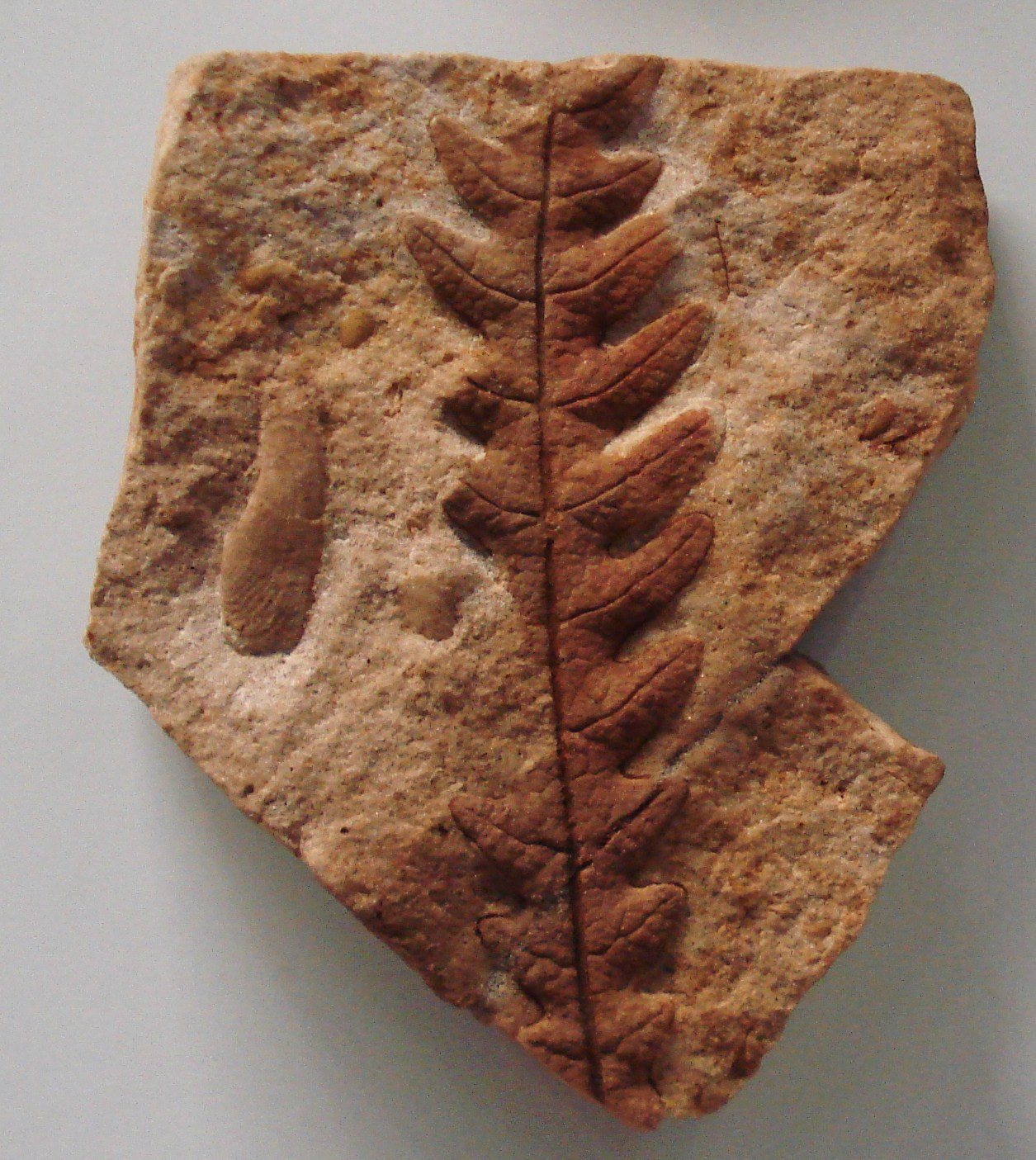
Fosilní kapradina Dictyophyllum acutilobum

## Historie
Nejstarší nálezy zástupců Dipteridaceae se datují do starších druhohor, do triasu. Vymřelí zástupci: Dictyophyllum, Clathropteris, Camptopteris, Hausmannia, Thaumatopteris. Fosilní nálezy jsou známy z Evropy, východní Asie, Severní i Jižní Ameriky, Austrálie, Grónska a Antarktidy. Největšího rozvoje dosáhly na přelomu svrchního triasu a spodní křídy, přibližně před 200 miliony let.

## Význam
Dipteris conjugata je občas pěstována jako zvláštnost v botanických zahradách. Je např. ve sklenících Pražské botanické zahrady v Tróji.

## Přehled rodů
Cheiropleuria, Dipteris